# Флорін Гардош
Флорін Гардош (рум. Florin Gardoș, нар. 29 жовтня 1988, Сату-Маре, Румунія) — румунський футболіст, півзахисник, захисник клубу «Академіка» (Клінчень).
Виступав, зокрема, за клуб «Стяуа», а також національну збірну Румунії.
Володар Кубка Румунії. Дворазовий чемпіон Румунії.

## Клубна кар'єра
Вихованець футбольної школи клубу «Олімпія Сату Маре».
У дорослому футболі дебютував 2008 року виступами за команду клубу «Конкордія» (Кіажна), в якій провів два сезони, взявши участь у 51 матчі чемпіонату. 
Своєю грою за цю команду привернув увагу представників тренерського штабу клубу «Стяуа», до складу якого приєднався 2010 року. Відіграв за бухарестську команду наступні чотири сезони своєї ігрової кар'єри. Більшість часу, проведеного у складі «Стяуа», був основним гравцем команди.
До складу клубу «Саутгемптон» приєднався 2014 року.

## Виступи за збірні
2008 року дебютував у складі юнацької збірної Румунії, взяв участь у 1 грі на юнацькому рівні.
Протягом 2009–2011 років залучався до складу молодіжної збірної Румунії. На молодіжному рівні зіграв у 9 офіційних матчах, забив 1 гол.
2011 року дебютував в офіційних матчах у складі національної збірної Румунії. Наразі провів у формі головної команди країни 12 матчів.

## Статистика виступів

### Статистика клубних виступів
| Сезон                       | Команда                     | Чемпіонат                   | Чемпіонат | Чемпіонат | Національний кубок | Національний кубок | Національний кубок | Єврокубки | Єврокубки | Єврокубки | Інші змагання | Інші змагання | Інші змагання | Усього | Усього | Усього |
| Сезон                       | Команда                     | Ліга                        | Ігор      | Голів     | Ліга               | Ігор               | Голів              | Ліга      | Ігор      | Голів     | Ліга          | Ігор          | Голів         | Ігор   | Голів  |        |
| --------------------------- | --------------------------- | --------------------------- | --------- | --------- | ------------------ | ------------------ | ------------------ | --------- | --------- | --------- | ------------- | ------------- | ------------- | ------ | ------ | ------ |
| 2008–09                     | «Конкордія» (Кіажна)        | Ліга                        | 22        | 0         | КР                 | -                  | -                  | -         | -         | -         | -             | -             | -             | 22     | 0      |        |
| 2009–10                     | «Конкордія» (Кіажна)        | Ліга                        | 29        | 1         | КР                 | -                  | -                  | -         | -         | -         | -             | -             | -             | 29     | 1      |        |
| Усього «Конкордія» (Кіажна) | Усього «Конкордія» (Кіажна) | Усього «Конкордія» (Кіажна) | 51        | 1         | -                  | -                  | -                  |           | -         | -         |               | -             | -             | 51     | 1      |        |
| 2010–11                     | «Стяуа»                     | Ліга                        | 23        | 0         | КР                 | -                  | -                  | -         | -         | -         | -             | -             | -             | 23     | 0      |        |
| Усього за кар'єру           | Усього за кар'єру           | Усього за кар'єру           | 74        | 1         | -                  | -                  | -                  |           | -         | -         |               | -             | -             | 74     | 1      |        |

## Титули і досягнення
- Чемпіон Румунії (2):

«Стяуа»: 2012-13, 2013-14
- Володар Суперкубка Румунії (1):

«Стяуа»: 2013
- Володар Кубка Румунії (2):

«Стяуа»: 2010-11
КС Університатя (Крайова): 2017-18